# Jerzy Łoziński (tłumacz)
Jerzy Łoziński (ur. 1947) – polski tłumacz, doktor filozofii, pracownik Instytutu Filozofii Uniwersytetu Warszawskiego oraz Akademii Sztuk Pięknych w Warszawie.
Znawca filozofii europejskiej XIX i XX wieku. Dokonał kontrowersyjnych przekładów Władcy Pierścieni J.R.R. Tolkiena oraz cyklu Kroniki Diuny Franka Herberta (częściowo pod pseudonimem „Ładysław Jerzyński”). Był członkiem PZPR.

## Prace

### Kontrowersje
Liczne kontrowersje wzbudził przekład Władcy Pierścieni J.R.R. Tolkiena. Czytelnicy krytykowali szczególnie tłumaczenia nazw własnych z powieści (m.in. Włości, oryg. Shire, Bagosz, oryg. Baggins, Dołek, oryg. Holman) oraz wprowadzenie nowych tłumaczeń nazw w miejsce przyjętych we wcześniejszych przekładach (m.in. Łazik, wcześniej: Obieżyświat, Starzyk, wcześniej: Dziadunio, Sępna Puszcza, wcześniej: Mroczna Puszcza). Istnieją jednak tłumaczenia ww. nazw na inne języki, np. we francuskim Shire przetłumaczono na La Comte, w hiszpańskim na La Comarca, co można tłumaczyć zarówno jako „hrabstwo”, jak i „włość”. Tym samym Łoziński nie wyróżnia się na tle przekładów na większość innych języków, w których wszystkie nazwy własne czy miejsc otrzymały tłumaczenia. Sam Łoziński wyjaśniał, że chciał – stosując się do zaleceń autora oryginału – osiągnąć taki efekt, jaki uzyskałby Tolkien, gdyby tworzył w języku polskim; przypominał przy tym, że Lord of the Rings był przedstawiany przez autora nie jako oryginalne dzieło anglojęzyczne, ale jako przekład ze Wspólnej Mowy.
Krytycznie o tłumaczeniu Władcy Pierścieni wypowiadali się także literaturoznawcy, m.in. Agnieszka Sylwanowicz, tłumaczka i znawczyni twórczości Tolkiena. Kontrowersje te spowodowały rewizję tłumaczenia i powrót do wielu oryginalnych nazw. Z podobną, nieco mniejszą krytyką spotkało się również jego tłumaczenie Diuny Franka Herberta.
Nieprzychylne przyjęcie tłumaczeń znalazło wyraz w obraźliwym  neologizmie łozizm, popularnym zwłaszcza na forach internetowych, oznaczającym niezręczne, zbyt oryginalne lub odmienne od tradycyjnych tłumaczenie. Obrońcy tłumaczeń Łozińskiego twierdzą, że mają one „wspaniały styl” oraz prostszy i zrozumiały język.

### Prace autorskie
- Uspołecznić państwo! (1981, razem z Andrzejem Kołakowskim).

### Tłumaczenia i redakcje
- Szkoła Frankfurcka (tom I, część 1-2: 1985; tom II, część 1-2: 1987)
- Zygmunt Bauman, Socjologia (1996)
- Frederick Copleston, Historia filozofii (tom 6: 1996, tom 7: 1995)
- Peter Vardy, Paul Grosch, Etyka: poglądy i problemy (1995)
- J.R.R. Tolkien, Władca Pierścieni (tom 1: Bractwo Pierścienia; tom 2: Dwie wieże; tom 3: Powrót króla; 1996–1997 – wiele wydań w następnych latach)
- Ted Honderich (red.), Encyklopedia filozofii (tom 1: 1998, tom 2: 1998)
- Anthony Kenny (red.), Oksfordzka Ilustrowana Historia Filozofii (2001)
- Niklas Luhmann, Semantyka miłości: o kodowaniu intymności (2003)
- Roald Dahl, Fantastyczny pan Lis (2003)
- Roald Dahl, Charlie i wielka szklana winda (2004)
- Roald Dahl, Charlie i fabryka czekolady (2004)
- Roald Dahl, Danny mistrz świata  (2005)
- George Steiner, Gramatyki tworzenia: na podstawie wygłoszonych w roku 1990 wykładów imienia Gifforda (2004)
- Klaus von Beyme, Współczesne teorie polityczne (2005)
- Ulrich Beck, Władza i przeciwwładza w epoce globalnej: nowa ekonomia polityki światowej (2005)
- Ken Kesey, Czasami wielka chętka (1995)
- William Diehl, Władca piekieł  (2003)
- John Fowles, Daniel Martin (1977)
- Tiziano Terzani, Powiedział mi wróżbita. Lądowe podróże po Dalekim Wschodzie (2008)
- Arthur Conan Doyle, Studium w szkarłacie, Znak czterech, Pies Baskerville’ów, Dolina trwogi, Przygody Sherlocka Holmesa, Szpargały Sherlocka Holmesa, Powrót Sherlocka Holmesa, Pożegnalny ukłon, Archiwum Sherlocka Holmesa (2014)[13][14][15]
- Charles Dickens, Opowieści wigilijne (2015)[16][17]
- Emily Brontë, Wichrowe Wzgórza (2016)[18]
- Peter Ackroyd, Alfred Hitchcock (2017)[19]